# Норт Хартсвил (Јужна Каролина)
Норт Хартсвил (енгл. North Hartsville) насељено је место без административног статуса у америчкој савезној држави Јужна Каролина.

## Демографија
По попису из 2010. године број становника је 3.251, што је 115 (3,7%) становника више него 2000. године.
| Група             | 2000.         | 2010.         |
| Белци             | 2.340 (74,6%) | 2.342 (72,0%) |
| Афроамериканци    | 676 (21,6%)   | 736 (22,6%)   |
| Азијати           | 11 (0,4%)     | 9 (0,3%)      |
| Хиспаноамериканци | 75 (2,4%)     | 108 (3,3%)    |
| Укупно            | 3.136         | 3.251         |